# هری فکت
هری فکت (انگلیسی: Harry Fecitt؛ 1865 – ۱۹۴۶ (۸۰−۸۱ سال)) بازیکن فوتبال اهل بریتانیا بود.
از باشگاه‌هایی که در آن بازی کرده‌است می‌توان به باشگاه فوتبال نورتویچ ویکتوریا و باشگاه فوتبال بلکبرن روورز اشاره کرد.